# 카디널 오피셜

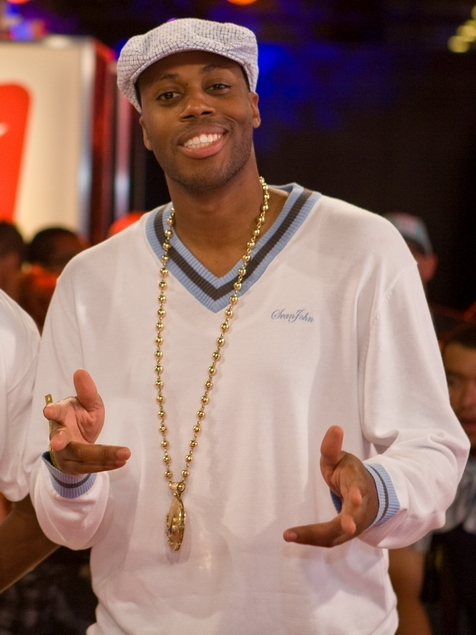
카디널 오피셜

카디널 오피셜(Kardinal Offishall, 본명:Jason D. Harrow 출생:1976년 ~ )은 캐나다의 래퍼이며, 레게, 힙합, 알앤비 스타일의 장르를 하고 있다.

## 생애
그는 캐나다 온타리오주 출신이다.그의 가족들 중 몇명은 자메이카인이다.12살때부터 프리스타일 랩을 했고, 종종 이기곤 했다. 20살 때 그는 캐나다의 음악회사인 'Warner/Chappell Music Canada'와 계약을 한다. 1996년 첫 싱글인 'Naughty Dread'를 발매, 1997년 정규앨범인 'Eye & I'를 발매한다.
2000년 'MCA Record'는 그를 영입하고, 앨범인 'Quest for Fire: Firestarter, Vol. 1'를 2001년에 발매한다. 2003년 'Firestarter Vol. 2: F Word Theory'에서는 명 프로듀서 팀바랜드, 페럴과 작업했다.
2007년 그는 에이콘이 소속된 컨빅 뮤직과 콘 라이브와 계약을 한다. 히트앨범인 'Not 4 Sale'을 발매, 국내에서도 많이 알려진 'Dangerous'를 싱글로 발표하며, 빌보드 차트 5위를 한다.

## 앨범
- Eye & I (1997)
- Quest for Fire: Firestarter, Vol. 1 (2001)
- Fire and Glory (2005)
- Not 4 Sale (2008)